# Verónica Sanz
Verónica Sanz (Barcelona, 23 de febrero de 1982) es una periodista española conocida por su participación en diferentes medios de comunicación como reportera y presentadora.

## Trayectoria profesional
Estudió periodismo en Barcelona. Ha trabajado en diferentes medios de comunicación y programas entre los que destacan: Barça TV, Punto pelota, Las Mañanas de Cuatro, donde sustituía a los presentadores titulares en periodo estival. También copresentó en Telemadrid el programa matinal Buenos días, Madrid junto a Ricardo Altable. 
En 2019, en La Sexta, Jordi Évole abandona el programa Salvados, siendo sustituido por Fernando González «Gonzo», a su vez éste es sustituido en El Intermedio por Andrea Ropero, copresentadora de La Sexta Noche. El hueco dejado por Andrea es sustituido por Verónica Sanz, que abandona Buenos días, Madrid para incorporarse a La Sexta Noche junto a Iñaki López.
A la finalización de dicho programa asume la presentación de Sábado clave, la sección de noticias del espacio sustituto LaSexta Xplica.

## Vida personal
Verónica está casada con el periodista Oscar Rodríguez con el que ha tenido dos niñas.